# 재배열 반응
재배열 반응(再配列 反應) 또는 자리옮김반응(rearrangement reaction)은 분자 내에서 특정 원자(일반적으로 수소)나 원자단(알킬기 등)이 이동하거나, 작용기가 변화하는 반응을 말한다. 케토-엔올 토토머화(keto-enol tautomerizaion) 반응과 수소음이온 이동(hydride shift), 알킬기 이동(alkyl shift), 고리변형 등이 대표적인 반응이다. 일반적으로 분자내반응이지만 olefin metathesis와 같이 분자간 반응인 경우도 있다.